# زينكش (قوريغل)
زینکش (بالفارسية: زینکش) هي مستوطنة تقع في إيران في قسم قوريغل الريفي.